# Вербица (Тернопольская область)
Вербица (укр. Вербиця) — село в Кременецкой городской общине Кременецкого района Тернопольской области Украины.
До 2020 года входило в Шумский район.
Население по переписи 2001 года составляло 2 человека. Почтовый индекс — 47104. Телефонный код — 3558.